# Смулци (Галац)
Смулци (рум. Smulţi) насеље је у Румунији у округу Галац у општини Смулци. Oпштина се налази на надморској висини од 218 m.

## Становништво
Према подацима из 2002. године у насељу је живело 1639 становника, од којих су сви румунске националности.

### Хронологија
| Година       | 1992 | 1993 | 1994 | 1995 | 1996 | 1997 | 1998 | 1999 | 2000 | 2001 | 2002 | 2003 | 2004 | 2005 | 2006 | 2007 | 2008 | 2009 | 2010 | 2011 | 2012 | 2013 | 2014 | 2015 | 2016 | 2017 |
| ------------ | ---- | ---- | ---- | ---- | ---- | ---- | ---- | ---- | ---- | ---- | ---- | ---- | ---- | ---- | ---- | ---- | ---- | ---- | ---- | ---- | ---- | ---- | ---- | ---- | ---- | ---- |
| Становништво | 2079 | 2033 | 2016 | 1975 | 1918 | 1886 | 1869 | 1864 | 1851 | 1827 | 1794 | 1767 | 1727 | 1678 | 1656 | 1628 | 1592 | 1561 | 1545 | 1514 | 1491 | 1484 | 1481 | 1474 | 1466 | 1456 |